# Riccia saharensis
Riccia saharensis là một loài rêu trong họ Ricciaceae. Loài này được Stephani ex Jovet-Ast mô tả khoa học đầu tiên năm 1957.